# Музей вечной мерзлоты (Игарка)
Музе́й ве́чной мерзлоты́ — краеведческий комплекс, основанный 19 марта 1965 года в Игарке (Красноярский край, Россия) на базе мерзлотной лаборатории. Некоммерческое муниципальное учреждение. Единственный в мире музей, обладающий уникальным подземельем в толще вечномёрзлого грунта.
Музей имеет бюджетную форму управления.

## История
На том месте, где сейчас находится музей, в 1936 году была основана научная мерзлотная лаборатория. Датой основания музея принято считать 19 марта 1965 года, именно тогда при лаборатории, возглавляемой доктором минералогических наук Александром Пчелинцевым, в одном из многочисленных подземных залов, была открыта для публичного посещения экспозиция, посвящённая вечной мерзлоте и истории её изучения. Однако официальный статус краеведческого музея был получен только 1 июля 1991 года, а спустя четыре года, в 1995 году — краеведческого комплекса. В том же году находящаяся под землёй часть музея была признана Памятником природы краевого значения.

## Экспозиции музея
По состоянию на 2010 год общая площадь музея вечной мерзлоты составляет: 470 м² под экспозиции и постоянные выставки, 150 м² под временные выставки и 45 м² под фондохранилище. Главной достопримечательностью музея, привлекающей туристов, является подземная часть музея — многочисленные коридоры и залы на глубине до 14 метров. Здесь постоянно царит температура около −5 °C, это идеальная температура для поддержания состояния подземелья в устойчивом естественном состоянии. Для специалистов особый интерес представляет разнообразие в строении вечномёрзлого грунта залов музея.
Промёрзшая до такой температуры земля сохранила подземелье в естественном виде. На срезах стен коридоров видны законсервированные льдом лиственницы возрастом более 36000 лет, а среди подземных экспонатов имеются такие ценные экземпляры, как куски льда с обнажения возрастом около 50 тысяч лет. В одном из подземных залов хранится капсула с газетами, оставленная здесь учёными ещё в 1950 году, и подлежащая вскрытию в 2045 году.
Кроме того, в музее вечной мерзлоты находятся и другие постоянные экспозиции, посвящённые истории края, например: открывшаяся в 1997 году «Стройка № 503» — экспозиция, посвящённая строительству железной дороги «Салехард—Игарка». В фонде этой экспозиции находятся оригинальные документы той эпохи, предметы быта занятых на строительстве ссыльных, фотографии и книги, иллюстрирующие историю стройки и воспроизводящий обстановку лагерного барака зал.
Другая постоянная экспозиция — «История репрессий Игарского района», открылась при музее в 1998 году и включает в себя различные документы, фотографии и другие музейные предметы по этой теме. Под экспозицию отведён один из центральных залов площадью 30 м².
Как и в любом другом краеведческом музее, в музее Игарки существует отдел, освещающий историю города, возникновение поселения, период репрессий и зарождение полярной авиации Игарки. В этом же отделе находится экспозиция «Виктор Петрович Астафьев и Игарка». Советский и русский писатель Виктор Петрович Астафьев родился в другом районе Красноярского края, однако, долгое время жил в селе Курейке Игарского района, где им был написан первый рассказ, заложивший начало многолетнего творчества писателя.
В числе других постоянных экспозиций: «Животный и растительный мир Игарского региона», «Освоение Севера», «Так начиналась Игарка», «История спецпереселений», «Творчество местных художников», «Традиции коренных жителей Севера» и другие. В комплексе музея находится также экспозиционно-выставочный центр, собрание работ художников со всего края, при котором функционирует детский Дом ремёсел, где опытные художники и ремесленники обучают своему мастерству детей. Кроме того, в помещении музея постоянно проводятся временные выставки: экспозиции на историческую тематику, выставки работ местных художников и фотографов. В общей сложности в фонде музея находится более 6500 предметов. Для желающих открыт архив и научная библиотека.

## Прочая информация
С 1999 по 2012 год музей выпустил несколько книг, видеодисков, открыток, календариков и брошюр.
Сотрудники музея занимаются сбором и публикацией материалов по истории строительства 503, пытаются добиться от властей Туруханского района и Красноярского края создания музея-заповедника на базе Ермаково для сохранения истории уникального строительства.
Также безуспешно они хотят добиться изменения статуса своего музея на музей-заповедник, так как  по их мнению это единственный способ сохранить музей.
Несколько раз в год работники музея проводят специальные мероприятия для детей: День Земли (22 апреля), День Воды (22 марта), День животных (4 октября) и ежегодные новогодние представления. К памятным датам музея относятся: дата основания (1 января 1965), Международный день музеев (18 мая) и Всемирный день охраны окружающей среды (5 июня).
Открыт музей шесть дней в неделю, кроме субботы, с 9:00 до 17:00. Чтобы посетить музей в выходные дни, необходимо заранее подать заявку. В прочие дни вход свободный. Экскурсии тоже проводятся по предварительной заявке. Одновременно подземную часть музея может посещать максимум 20—30 человек. Стоимость билета: 45 рублей — полный билет, 22,5 рубля для детей и 127 рублей для иностранных граждан. Бесплатно музей могут посещать ветераны войны и труда, дети дошкольного возраста, инвалиды, дети-сироты и воины-интернационалисты.
В среднем за год музей вечной мерзлоты посещает около 7300 человек. Для иностранных туристов проводятся экскурсии на английском и немецком языках. Летом, по поданным заранее заявкам, проводятся экскурсии образовательно-экологического туризма за пределами музея, вертолётные и пешие экскурсии в лесотундру и автобусные экскурсии по городу.

## Награды
В 2002 году Игарский краеведческий музей принял участие в международном конкурсе Европейского Музейного Форума в номинации на лучший европейский музей 2002 года, по итогам которого был внесён в Каталог Европейского музейного форума и награждён дипломом «За выдающиеся достижения» («Specially commended»),. Лучшим музеем Европы в 2002 году стал The Chester Beatty Library, Dublin, Ireland. За всё время существования конкурса призёрами конкурса стали 4 российских музея. С 1997 по 2002 год в конкурсе приняли участие 14 российских музеев. Результаты: 12 номинантов основного тура конкурса, в том числе один Специальный переходящий приз Совета Европы — бронзовая статуэтка «La femme aux beaux seins» Жоана Миро, которая была вручена Красноярскому Культурно-историческому Центру (1998), и три лауреата — Владимиро-Суздальский музей-заповедник (1998), Ясная поляна (2000) и Игарский музей вечной мерзлоты (2002). Кроме того, музей является победителем конкурса «Меняющийся музей в меняющемся мире».

## Публикации музея
- Путешествие сквозь тысячелетия — Красноярск, «КАСС», 2005
- Стройка № 503 (1947—1953). Документы. Материалы. Исследования. Вып. 1 — Красноярск, «Гротеск», 2000
- Стройка № 503 (1947—1953). Документы. Материалы. Исследования. Вып. 2 — Красноярск, «Знак», 2007
- Стройка № 503 (1947—1953). Документы. Материалы. Исследования. Вып. 3 — Красноярск, «Класс Плюс», 2012 - 196с., 37 ил. — ISBN 978-5-905791-03-1
- Игарка древняя, Игарка загадочная — Красноярск, «Платина», 2004
- «Мы из Игарки». Недетская судьба детской книги — Москва, «Возвращение», 2000
- Я тоже из Игарки — Красноярск, «Гротеск», 1999
- Поэтическая Игарка — Красноярск, «Гротеск», 1999